# Emoia jamur
Emoia jamur är en ödleart som beskrevs av Brown 1991. Emoia jamur ingår i släktet Emoia och familjen skinkar. Inga underarter finns listade i Catalogue of Life.